# Tiago Jorge Honório
Tiago Jorge Honório (* 4. Dezember 1977 in Americana) ist ein ehemaliger brasilianischer Fußballspieler.

## Karriere
Tiago spielte in seiner brasilianischen Heimat für den União Agrícola Barbarense FC. 2000 wechselte er nach Asia. Hier unterschrieb er einen Vertrag beim chinesischen FC Shenzhen. 2002 wurde er mit dem Verein Vizemeister der Chinese Jia-A League. Als er auch in der League mit 11 Toren Zweiter in der Torschützenliste. 2004 wechselte er zum japanischen Sanfrecce Hiroshima. 2005 kehrte er nach Brasilien zurück und unterschrieb einen Vertrag beim Erstligisten Athletico Paranaense. 2006 wechselte er zum chinesischen Shanghai United FC. 2007 wechselte er zu Beijing Guoan und wurde er mit dem Verein Vizemeister der Chinese Super League. 2009 spielte er beim südkoreanischen Suwon Samsung Bluewings und gewann er mit dem Verein den Korean FA Cup. Danach spielte er bei FC Shenzhen und Chengdu Blades. Von 2011 bis 2012 spielte er beim japanischen Zweitligisten Fagiano Okayama.

## Erfolge
Suwon Samsung Bluewings
- Südkoreanischer Pokalsieger: 2009